# هنري بوند
هنري بوند (بالإنجليزية: Henry Bond)‏ هو مصور بريطاني، ولد في 13 يونيو 1966 في Upton Park, London ‏ في المملكة المتحدة.